# Папротня (Люблінське воєводство)
Папротня (пол. Paprotnia) — село в Польщі, у гміні Стенжиця Рицького повіту Люблінського воєводства.
Населення — 469 осіб (2011).
У 1975-1998 роках село належало до Люблінського воєводства.

## Демографія
Демографічна структура станом на 31 березня 2011 року:
|          | Загалом | Допрацездатний вік | Працездатний вік | Постпрацездатний вік |
| -------- | ------- | ------------------ | ---------------- | -------------------- |
| Чоловіки | 225     | 49                 | 155              | 21                   |
| Жінки    | 244     | 48                 | 134              | 62                   |
| Разом    | 469     | 97                 | 289              | 83                   |